# Болдуин, Скотт (регбист)
Скотт Болдуин (англ. Scott Baldwin, родился 12 июля 1988 года в Бридженде) — валлийский регбист, хукер (отыгрывающий) клуба «Оспрейз» и сборной Уэльса.

## Карьера игрока

### Клубная
На клубном уровне Болдуин выступал за клубы «Бридженд» и «Суонси» до 2011 года, с 2011 года представляет клуб «Оспрейз» в Про12.

### В сборной
В мае 2013 года Скотт впервые был включён в состав сборной Уэльса (заявка из 32 человек) для участия в турне по Японии. Первый матч провёл 15 июня 2013 года против сборной Японии (второй тест-матч в рамках турне, вышел во второй половине встречи). В 2015 году он принял участие в Кубке шести наций и закрепился в основе сборной на позиции хукера. Участник чемпионата мира 2015 года в Англии.

## Личная жизнь
30 сентября 2017 года Скотт, посещая зоопарк Уэльтеврид-Гейм-Лодж недалеко от Блумфонтейна (ЮАР), был укушен львом за руку. Ему наложили на руку швы, и из-за травмы он пропустил товарищескую встречу с южноафриканским клубом «Сентрал Читаз». Главный тренер сборной Уэльса заявил, что Скотт пытался погладить льва, чем и спровоцировал его.